# Salome (Drama)

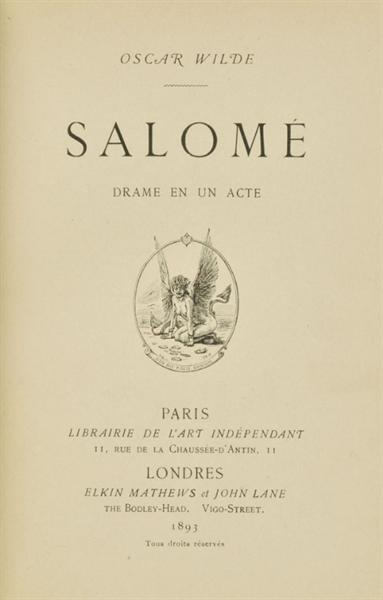
Erstausgabe 1893

Der Einakter Salome (französisch Salomé) von Oscar Wilde gilt als eines der wichtigsten Dramen der anglo-französischen Décadence.
Die Originalsprache der Tragödie ist nicht englisch, sondern französisch. Wilde schrieb dazu am 17. Dezember 1891 an Edmond de Goncourt, er sei „im Herzen Franzose, der Geburt nach aber Ire und von den Engländern dazu verurteilt, die Sprache Shakespeares zu sprechen.“
Das Stück sorgte besonders in England für einen Skandal. Es wurde zensiert und zum Teil als Bearbeitung eines biblischen Stoffs auch verboten. Zudem wurde die Darstellung der sexuellen Begierde Salomés für untragbar gehalten. Heute gehört das Drama zu den etablierten, wenngleich auch wegen seiner Kürze eher selten gespielten Bühnenstücken an den Theatern besonders in Großbritannien. Die darauf beruhende Oper Salome von Richard Strauss gehört hingegen zum Repertoire der Opernhäuser in aller Welt.

## Handlung

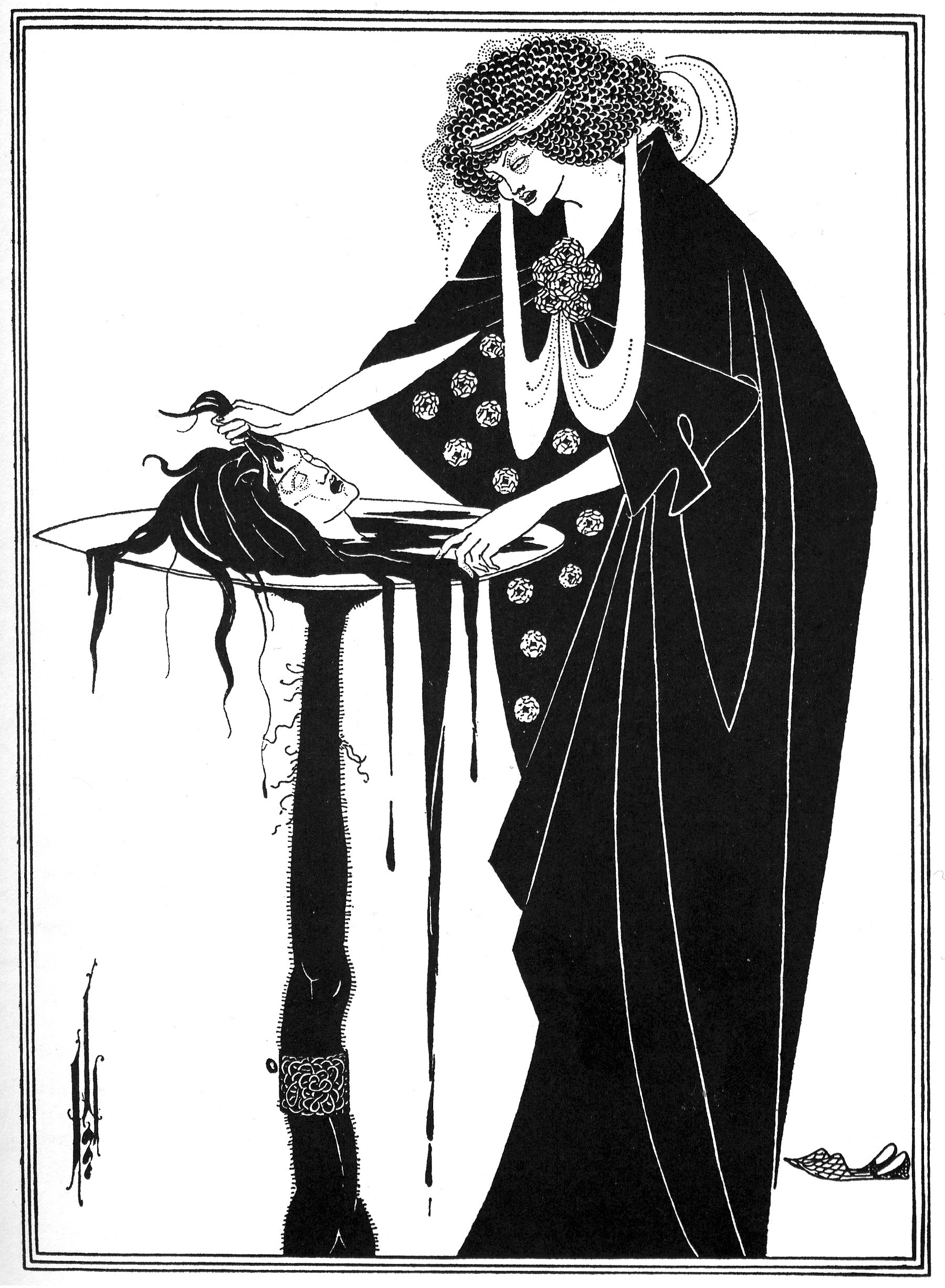
The Dancer’s Reward, Illustration von Aubrey Beardsley, 1893

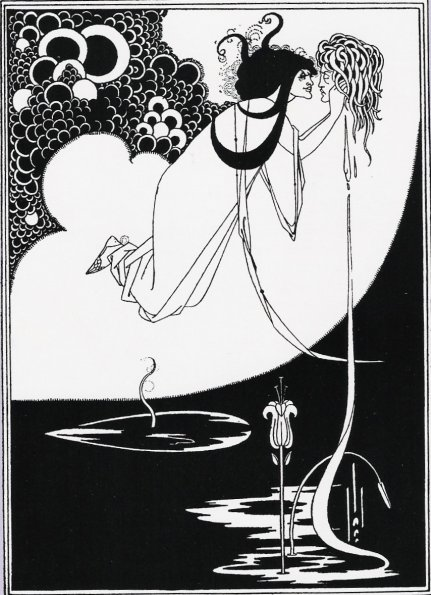
Aubrey Beardsley: Die Apotheose, Illustration zu Salome, veröffentlicht in The Studio, Vol. 1, Nr. 1, 1893

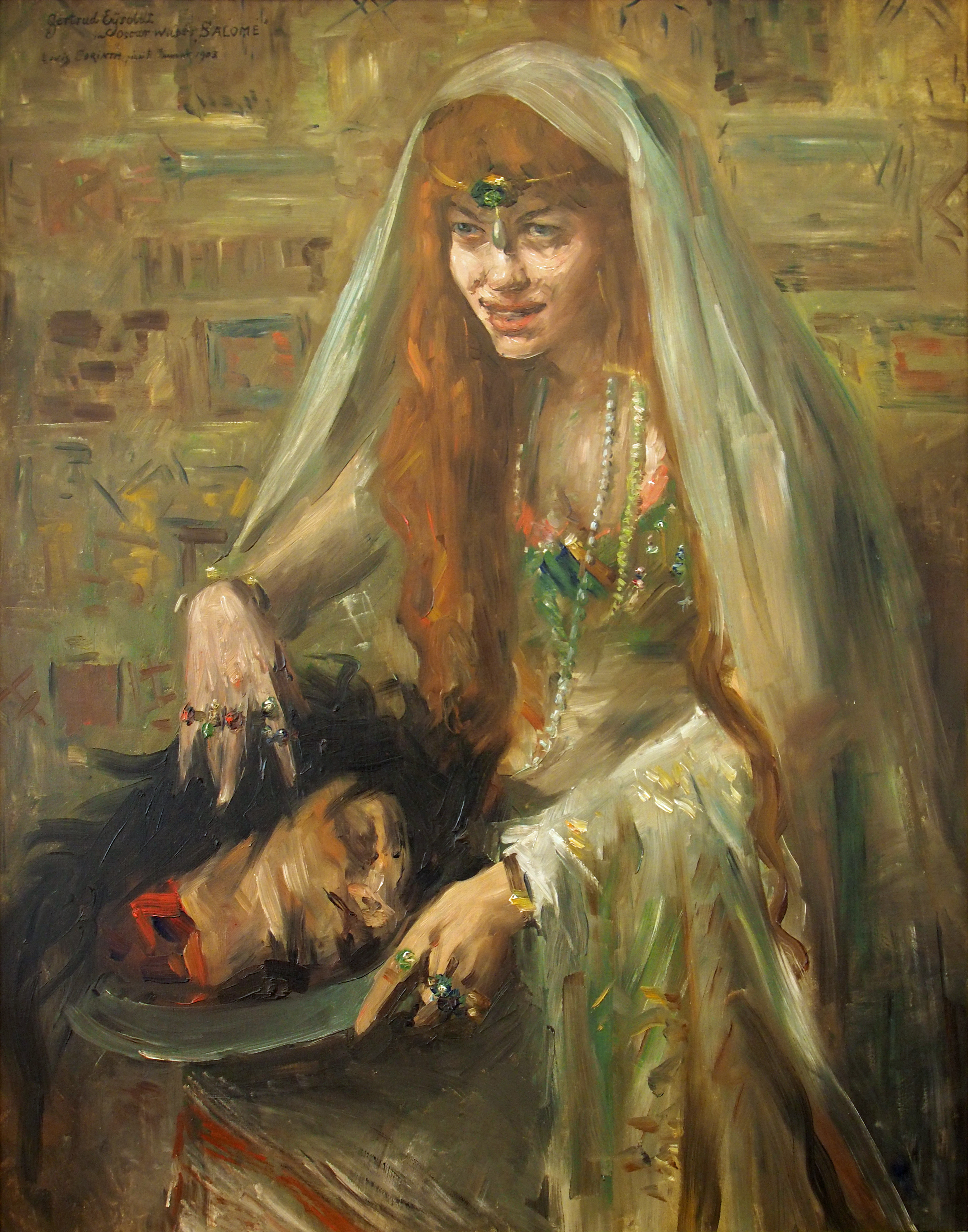
Gertrud Eysoldt als Salome, Gemälde von Lovis Corinth (1903), Museum im Weimarer Stadtschloss

### Inhalt
Die Szenerie beginnt in einer sehr hellen, monddurchfluteten Nacht auf der Terrasse des Palastes des Tetrarchen Herodes Antipas. Herodes hält dabei schon seit längerer Zeit den jüdischen Propheten Jochanaan (Johannes der Täufer) in einer Zisterne gefangen, nachdem dieser öffentlich die Heirat von Herodes mit der Frau seines verstorbenen Bruders als Levirat angeprangert hatte. 
Narraboth, ein junger Syrier und Hauptmann der Wache, himmelt Salome an, die sich noch nicht auf der Bühne befindet. Der Page der Herodias rät dem jungen Syrier aber davon ab, Salome so sehr anzuhimmeln, da dies gefährlich sein könnte. Salomé betritt die Bühne, nachdem sie „der Tetrarch fortwährend so mit seinen Maulwurfsaugen unter den zuckenden Lidern“ angesehen hatte. Dabei wird sie auf Jochanaan aufmerksam, der aus seiner Zisterne heraus immer wieder prophetische Weissagungen verkündet. Salome scheint durch diese Rufe beeindruckt und will mit Jochanaan sprechen und ihn ansehen. Um ihn verbotenerweise aus seiner Zisterne zu holen, betört Salome Narraboth, bis dieser ihr schließlich nachgibt und Jochanaan auf die Terrasse holt.
Das folgende Gespräch zwischen Salome und Jochanaan beginnt mit Verfluchungen Jochanaans gegen Herodias, die Mutter Salomes. Salome ist fasziniert von Jochanaan, doch seine Zurückweisung macht sie wütend und sie beschimpft ihn.
„Salomé: Ich bin verliebt in deinen Leib, Jochanaan! Dein Leib ist weiß wie die Lilien auf einem Felde, das nie die Sichel berührt hat. [...]
Jochanaan: Zurück, Tochter Babylons! Durch das Weib kam das Übel in die Welt.“
Dabei scheint sie von Jochanaan sinnlich angezogen, vor allem von seinem Mund, den sie küssen möchte, was Jochanaan nicht zulässt. Narraboth, der das Gespräch zwischen Salomé und Jochanaan anscheinend nicht erträgt, ersticht sich. Jochanaan fühlt sich dadurch bestätigt, dass er „im Palaste den Flügelschlag des Todesengels gehört habe.“ Er kehrt zurück in seine Zisterne und der Hofstaat betritt die Bühne.
Herodes gefällt die „süße Luft“ draußen und er lässt Teppiche bringen, um das Fest auf der Terrasse fortzuführen. Dabei bemerkt er Narraboths Leiche und lässt sie wegbringen. Herodias indes ist nicht sehr angetan von der Idee, das Fest auf der Terrasse weiterzuführen, und macht ihrem Mann Vorwürfe. Dieser bemerkt dabei Salome und bietet ihr etwas zu essen, etwas zu trinken und einen Thron an, was sie alles ablehnt. Herodias sieht sich in der Loyalität ihrer Tochter bestätigt. Jochanaan gibt aber keine Ruhe und greift nach einem Gespräch der Juden über Jesu Wirken erneut Herodias an, worauf sie Herodes bittet, ihn zum Schweigen zu bringen und hinein zu gehen. Herodes aber starrt weiter auf seine Stieftochter und bittet sie zu tanzen. Dies will Salome zunächst nicht, als Herodes ihr aber verspricht und schwört, ihr alles zu geben, was sie möchte, wenn sie tanzt, willigt sie ein.
Salome tanzt danach den „Tanz der sieben Schleier“, was die Gesellschaft sehr entzückt. Salome fordert aber nun in einer Silberschüssel den Kopf des Jochanaan, was Herodias sehr begrüßt, da auch sie sich zunächst gegen Herodes gestellt hatte. (Während im biblischen Bericht Salome das Haupt des Johannes auf Wunsch ihrer Mutter verlangt, tut sie dies in Wildes Drama aus eigenem Antrieb: „Nein, ich höre nicht auf die Stimme meiner Mutter, zu meiner eigenen Lust will ich den Kopf des Jochanaan haben!“)
Herodes versucht vergeblich Salome umzustimmen und da er einen Schwur geleistet hat, lässt er Jochanaan schließlich töten. Salome horcht an der Zisterne, aus der die Silberschüssel mit dem Kopf des Jochanaan heraufgereicht wird, und küsst dessen Mund. Die Gesellschaft zieht sich zurück, die Juden beginnen zu beten, Herodias fächelt sich zu und Herodes wendet sich ab. Die Bühne und der Mond verdunkeln sich bis auf einen Strahl, der auf Salome gerichtet ist:
„Herodes: Man töte dieses Weib! (Regie: Die Soldaten stürzen hervor und zermalmen Salome, die Tochter der Herodias, Prinzessin von Judäa, unter ihren Schilden.)“

### Ort und Zeit
Salome spielt auf der Terrasse des judäischen Tetrarchen Herodes Antipas zur Zeit der römischen Besatzung Palästinas. Die klassische Einheit von Zeit, Ort und Handlung nach aristotelischer Dramentheorie ist gegeben.

### Formaler Aufbau
Das Drama ist ein klassischer Einakter ohne Szenenwechsel und mit einem stringenten Streben der Handlung in Richtung der Katastrophe. Nach dem Freytag’schen Dreieck wäre folgende Einteilung sinnvoll:
- Exposition: Gespräch zwischen dem jungen Syrier und dem Pagen der Herodias.
- Erregendes Moment: Auftritt der Salomé
- Höhepunkt und Peripetie: Gespräch zwischen Salomé und Jochanaan
- Retardierendes Moment: Auftritt des Herodes und des Hofstaats, Tanz der sieben Schleier
- Katastrophe: Enthauptung des Jochanaan und Katharsis

## Interpretation
Der Heidelberger Literaturwissenschaftler Horst-Jürgen Gerigk fasst das Stück Salome als Setzung eines impliziten weiblichen Bewusstseins auf, das auf Reinheit und Treue ausgeht. Das Stück ist demnach von Beginn an der Traum dieses Mädchens. Ein junges Mädchen aus viktorianischer Zeit erträumt sich eine Realität: den idealen Geliebten, einen Heiligen, der sie ablehnt und sich damit nachweislich als gefeit gegen alle Versuchung erweist. Mit ihm vereinigt sie sich, indem sie sein abgeschlagenes Haupt einfordert und es küsst.

## Rezeption

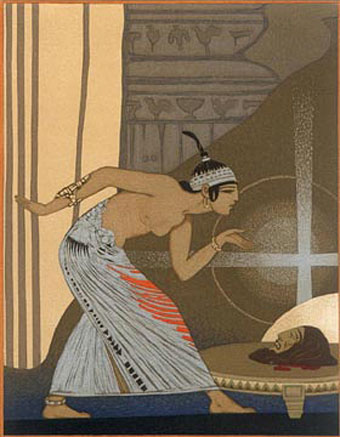
Salomé by Manuel Orazi

Die Geschichte geht zurück auf die biblische Erzählung der Hinrichtung von Johannes dem Täufer. Dieser soll – wie im Drama beschrieben – enthauptet worden sein, nachdem Salomé (deren Name in der Bibel ungenannt bleibt) für die Geburtstagsgesellschaft des Herodes getanzt haben soll. Auf Wirken von Herodias soll Salome den Kopf des Johannes gefordert haben für diesen Tanz, den sie eigentlich nicht hat tanzen wollen und für den sie von Herodes eine Belohnung erhalten sollte (Matthäus 14, 3–12). Eine etwas ausführlichere Geschichte findet sich auch bei Markus (6, 17–29), wobei Markus stärker die Intrige der Herodias in den Mittelpunkt rückt.
Das Werk wurde 1900 von Hedwig Lachmann übersetzt und in einer Adaption dieser Fassung von Richard Strauss 1905 vertont, dazu Hauptartikel: Salome (Oper). Gleichzeitig komponierte Antoine Mariotte seine Oper Salomé auf eine gekürzte Fassung des französischen Originaltextes. Alexander Konstantinowitsch Glasunow komponierte 1908 eine Schauspielmusik.
Die bekanntesten künstlerischen Darstellungen zum Wilde-Drama stammen von Aubrey Beardsley, 1893 und von Marcus Behmer, 1903. Die Société des amis du livre moderne, Paris veröffentlichte 1930 eine Ausgabe mit Illustrationen von Manuel Orazi.

## Adaption
Das Lied Mysterious Ways von dem Album Achtung Baby der irischen Rockband U2 enthält einige textliche Referenzen zu Wildes Drama.
Salomé ist außerdem der Name eines Liedes auf dem Album Grace/Wastelands des britischen Rockmusikers Pete Doherty, das ebenso einige textliche Referenzen zu dem Drama enthält.
Die Band Saltatio Mortis adaptierte dieses Drama im gleichnamigen Lied Salome im Album Wer wind saet.
Die Smashing Pumpkins interpretierten das Stück in ihrem Musikvideo zu Stand Inside Your Love und zitierten darin den Illustrationsstil Aubrey Beardsleys.

## Ausgaben
- Salomé. Drame en un acte. Elkin Mathews & John Lane, London 1893.
  - Faksimileausgabe: Paris 2008, ISBN 978-2-13-057046-2.
- Salome. A tragedy in one act. Übersetzung. Illustrationen von Aubrey Beardsley. Elkin Mathews & John Lane, London 1894.
- Salome. Tragoedie in einem Akt. Übersetzung aus dem Französischen von Hedwig Lachmann und Zeichnungen von Marcus Behmer. Insel, Leipzig 1903.
- Salomé. Drame en un acte. Avec quinze dessins par Aubrey Beardsley. Verlag Heinrich F. S. Bachmair, Söcking 1949.
- Salome. Mit den Illustrationen von Aubrey Beardsley und einem Nachwort von Gabrieke Sterner. Harenberg, Dortmund (= Die bibliophilen Taschenbücher. Band 85).

## Belege
1. ↑  «Français de sympathie, je suis Irlandais de race, et les Anglais m'ont condamné à parler le langage de Shakespeare.»
2. ↑  Horst-Jürgen Gerigk: Lesen und Interpretieren. 2. Auflage, UTB 2006, ISBN 978-3-8252-2323-6, S. 55
3. ↑  Wilde, Oscar (1854-1900). Auteur du texte, Wilde, Oscar (1854-1900): BnF Catalogue général. 1930, abgerufen am 22. April 2018 (französisch).
4. ↑  Mark Wrathall: U2 and Philosophy: How to Decipher an Atomic Band. Open Court. 2012. ISBN 978-0-8126-9813-8. Seite 40.
5. ↑  The Smashing Pumpkins - Stand Inside Your Love auf YouTube